# Pinalitus rubricatus
Pinalitus rubricatus är en insektsart som först beskrevs av Carl Fredrik Fallén 1807.  Pinalitus rubricatus ingår i släktet Pinalitus och familjen ängsskinnbaggar. Arten är reproducerande i Sverige. Inga underarter finns listade i Catalogue of Life.